# Don't Sweat the Technique
Don't Sweat the Technique é o quarto e último álbum de originais da dupla de hip hop, Eric B. & Rakim, lançado em 1992. O álbum continua no mesmo estilo do anterior Let The Rhythm Hit 'Em com Rakim soando mais agressivo que nunca, e Eric B. produzindo um som muito jazz e soul. A faixa título não teve muito êxito, Casualties of War também foi lançado como single e contém das letras com cariz mais político feitas por Rakim. Know the Ledge fez parte da banda sonora do filme Juice com o título Juice (Know the Ledge).
| Críticas profissionais                                                      | Críticas profissionais |
| Avaliações da crítica                                                       | Avaliações da crítica  |
| Fonte                                                                       | Avaliação              |
| --------------------------------------------------------------------------- | ---------------------- |
| Allmusic                                                                    | [ 1 ]                  |
| Robert Christgau                                                            | (A-)                   |
| Rolling Stone                                                               | [ 3 ]                  |
| Esta tabela precisa de ser acompanhada por texto em prosa. Consulte o guia. |                        |

## Faixas
1. "What's on Your Mind?" – 5:31
2. "Teach the Children" – 3:01
3. "Pass the Hand Grenade" – 3:14
4. "Casualties of War" – 4:02
5. "Rest Assured" – 3:36
6. "The Punisher" – 4:10
7. "Relax with Pep" – 4:00
8. "Keep the Beat" – 4:15
9. "What's Going On?" – 3:52
10. "Know the Ledge" – 3:58
11. "Don't Sweat the Technique" – 4:22
12. "Kick Along" – 3:26

## Tabelas de Vendas
| Tabelas (1992)                        | POsição |
| ------------------------------------- | ------- |
| Estados Unidos Billboard 200          | #22     |
| Estados Unidos Top R&B/Hip-Hop Álbuns | #9      |